# Timba (Instrument)

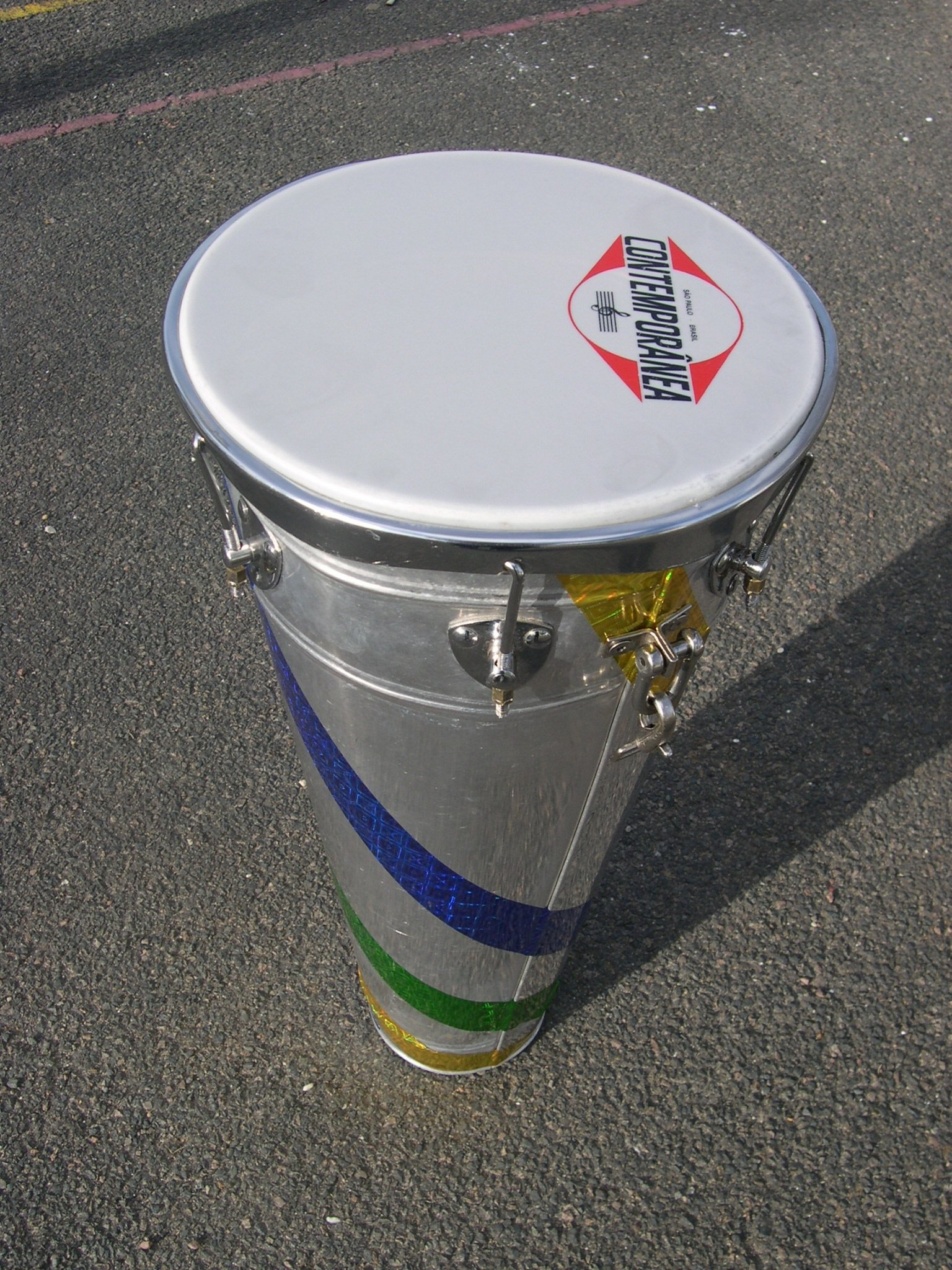
Timbal

Die Timba (seltener auch: Timbal oder Timbau) ist eine Handtrommel der brasilianischen Musik.
Der konische Körper der Timba besteht aus lackiertem Pressholz oder Aluminium und ist  ca. 70 bis 90 cm hoch. Das Schlagfell aus Plastik hat einen Durchmesser von 12 bis 14 Zoll. Die Trommel wird meist mit einem Schultergurt getragen und vor dem Bauch hängend gespielt, seltener steht sie in einem Ständer.
Die üblichen Schläge sind der Open tone und der hohe und besonders laute Slap. Der Bass in der Mitte des Felles spielt eine geringere Rolle als bei vergleichbaren Handtrommeln wie der Djembé oder der Conga.
Bis Ende der 1980er Jahre kam die Timba vor allem im Samba-Pagode vor. Bei dieser Musikform wird sie als Surdo de mão („Handsurdo“) quer auf den Knien liegend mit einer Hand gespielt. Andere Handsurdos sind Rebolo, Repique de mão und Tantan. Carlinhos Brown war der erste, der in den 1980er Jahren die Timba als Handtrommel in seiner Gruppe Timbalada einsetzte und damit eine musikalische Revolution in Salvador da Bahia auslöste. Die Timba wurde ein prägendes Instrument des Samba Reggae und der Blocos afros. Bis dahin war die Atabaque die dominierende brasilianische Handtrommel, die aber zu schwer ist, um sie zu tragen und deshalb nicht in den Karnevalsgruppen gespielt wurde. Bis heute hat die Timba keinen Eingang in den Samba-Enredo der großen Sambaschulen von Rio de Janeiro gefunden, spielt aber in Gruppen, die traditionelle mit moderner Musik verbinden, eine große Rolle.